# Carmen Monarcha
Carmen Monarcha (Belém, Pará, 27 de agosto de 1979) es una soprano brasileña.

## Biografía
Nacida en una familia de artistas, su padre es escritor y su madre cantante. Ya de joven, Carmen aprendió a tocar el violonchelo y el piano, estudiando en principio para ser violonchelista. No obstante, comenzó a perfeccionar su voz y a recibir lecciones de canto, convirtiéndose en cantante lírica. Durante su carrera artística conoció a la cantante Carla Maffioletti, ambas marcharon juntas a estudiar en el Conservatorio de Maastricht, en los Países Bajos. Allí, fue contratada por el violinista y director holandés André Rieu, realizando giras por Europa y Estados Unidos con la Orquesta Johann Strauss.
Venció en el Concurso Internacional de Canto Bidu Sayão,el año 2001, competición anual realizada en Brasil, cuyo nombre homenajea a la cantante de ópera Bidu Sayão.
Al terminar sus estudios en los Países Bajos, volvió a Brasil, pero en 2003 volvía a Europa, cantando como solista en la gira anual de Rieu, en cuya orquesta trabaja hasta el día de hoy.
Como soprano, participó en diversos álbumes de Rieu y apareció en diversos programas de televisión en los Estados Unidos. Su interpretación de «O mio babbino caro», de Giacomo Puccini, es bastante elogiada, así como su «Habanera» de Carmen representada en la Public Broadcasting Service (PBS) estadounidense.